# ディスクアップオルタナティブ
ディスクアップオルタナティブは、2007年にサミーより発売されたパチスロ機。ディスクアップの5号機としての継承機。

## 概要
シリーズ初のカラー液晶搭載のメイン画面を採用。それに伴い、3Dポリゴンを駆使したアニメーション演出が採用された。また、本作ではリールのバー役柄のデザインが変更されるなど、過去作とは一線を画している。
本作以降、シリーズ機種はパチスロディスクアップが発売されるまでの間はリリースされなくなる。

## 仕様・特徴
ボーナスは赤7、青7が全てのリールで揃うものと赤7・青7・青7、青7・赤7・赤7の4通りのBIGボーナス（465枚の払い出し）及び黒・赤7・赤7のレギュラーボーナス（72枚の払い出し）とがある。
3つ揃いのボーナスの場合は終了後に3GのハイパーDJタイムとなる。これは通常リプレイの確率がきわめて低く，特殊リプレイの確率が高くなっている。その後ノーマルDJタイムに入る。それ以外のボーナスはハイパーDJタイムを通らずにノーマルDJタイムに入る。
ノーマルDJタイム中に特殊リプレイが揃うと50Gの「ダンスタイム」というRTに入り、1Gあたり0.3枚のコイン増が見込まれる。また，9枚役の左リールに黒、赤7、青7の組み合わせが15枚役であるが、それが揃うと（告知あり）150Gのダンスタイムに入る（取りこぼした場合は入らない）。ダンスタイム終了後はまたDJタイムに入るので、ループする可能性がある。なお、DJタイムは通常リプレイを引くと終了する。このことからハイパーDJタイム中はダンスタイムに入る可能性が高くなる。
リセット後及びDJタイムから700G後に内部的にDJタイムに入る。
ボーナス中もハイパーボーナスでは15枚役が告知される。ノーマルボーナスでは告知はされないが、スタート音が変わった場合に右リールの枠上に赤7か青7をビタ押しした場合、「ジュワン」という停止音とともに左リールの絵柄が告知される。そのため，ビタ押しに成功することにより9枚役を15枚で採ることが出来るために純増枚数を増やすことが出来る。
通常時はリプレイを含む全ての役に重複当選の可能性があるがやはりサミー系5号機の定番である1枚役がボーナスとの重複確率が高い。